# Hoa hậu Thế giới 1953

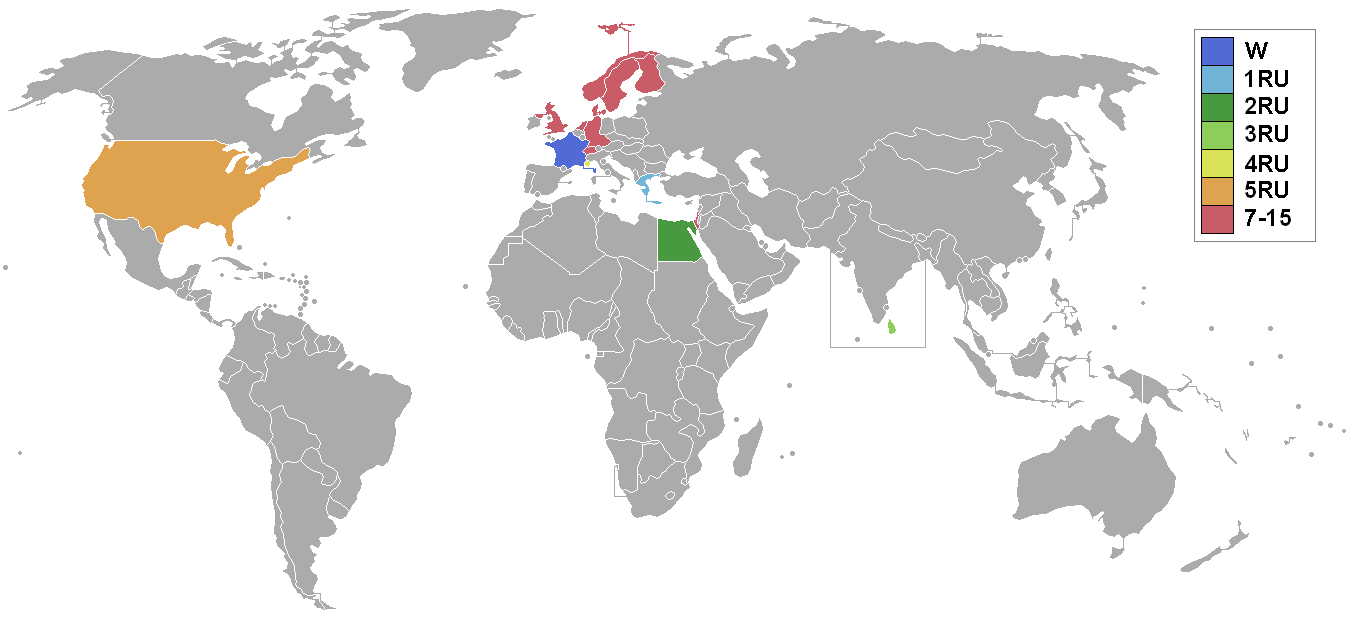
Các quốc gia và vùng lãnh thổ tham dự cuộc thi và kết quả

Hoa hậu Thế giới 1953, là cuộc thi Hoa hậu Thế giới lần thứ 3, diễn ra vào ngày 19 tháng 10 năm 1953 tại nhà hát Lyceum, Luân Đôn, Vương quốc Anh. Hoa hậu Thế giới 1952 - May-Louise Flodin từ Thụy Điển đã trao vương miện cho Denise Perrier từ Pháp.

## Kết quả
| Kết quả               | Thí sinh                           |
| --------------------- | ---------------------------------- |
| Hoa hậu Thế giới 1953 | - Pháp – Denise Perrier            |
| Á hậu 1               | - Hy Lạp – Alexandra Ladikou       |
| Á hậu 2               | - Ai Cập – Marina Papaelia         |
| Á hậu 3               | - Ceylon – Manel Illangakoon       |
| Á hậu 4               | - Hoa Kỳ – Mary Kemp Griffith      |
| Á hậu 5               | - Monte Carlo – Elizabeth Chovisky |

## Thí sinh
- Ceylon – Manel Illangakoon
- Đan Mạch – Ingrid Andersen
- Ai Cập – Myshimarina (Marina) Papaelia
- Phần Lan – Maija-Riita Tuomala
- Pháp – Denise Perrier
- Đức – Wilma Kanders
- Vương quốc Anh – Brenda Mee
- Hy Lạp – Alexandra Ladikou
- Hà Lan – Conny Harteveld
- Israel – Havatzelet Dror
- Monte Carlo – Elizabeth Chovisky
- Na Uy – Solveig Gulbrandsen
- Thụy Điển – Ingrid Johansson
- Thụy Sĩ – Odette Michel
- Hoa Kỳ – Mary Kemp Griffin

## Chú ý

### Tham gia lần đầu
- Ceylon
- Ai Cập
- Hy Lạp
- Israel
- Monte Carlo
- Na Uy

### Không tham gia
- Áo –  Lore Felger (Được mời nhưng không đến do thiếu nhà tài trợ.)
- Bỉ –  Sepia Degehet (Nhà tài trợ đã gửi cô đến Hoa hậu Châu Âu.)
- Ireland –  Mary Murphy (Bị ốm ngay trước khi đi đi thi.)
- Ý –  (Marcella Mariani † (Đã bỏ cuộc vào phút cuối vì lời mời làm việc trong phim.)
- Liban –  Hanya Beydoun (Được mời nhưng không đến do thiếu nhà tài trợ.)

### Bỏ cuộc
- Ireland

### Thay thế
- Ai Cập – Antigone Costanda (Không rõ lý do nên Á hậu 1 Marina Papaelia là người thay thế.)
- Pháp – Syliviane Carpentier (Đã từ bỏ và thực hiện kế hoạch đám cưới của mình.)